# Асыввож (приток Ниаю)
Асыввож (устар. Асыв-Вож) — река в России, протекает по Ижемскому району Республики Коми. Устье реки находится в 7 км от устья реки Ниаю по правому берегу. Длина реки составляет 15 км.

## Данные водного реестра
По данным государственного водного реестра России относится к Двинско-Печорскому бассейновому округу, водохозяйственный участок реки — Печора от впадения реки Уса до водомерного поста Усть-Цильма, речной подбассейн реки — бассейны притоков Печоры ниже впадения Усы. Речной бассейн реки — Печора;.
Код объекта в государственном водном реестре — 03050300112103000078091.